# Earthworm Jim (Computerspiel)
Earthworm Jim ist ein Jump-’n’-Run-Computerspiel von Shiny Entertainment, das 1994 erstmals für Sega Mega Drive und Super Nintendo Entertainment System erschien. Für Shiny Entertainment war es der Debüt-Titel. Dieser war kommerziell erfolgreich und zog weitere Portierungen auf den PC und andere Spielkonsolen nach sich. Es ist Teil des Earthworm Jim Medienfranchise und besitzt mit Earthworm Jim 2 einen direkten Nachfolger. Ein Computerspiel-Remake wurde mit Earthworm Jim HD 2010 veröffentlicht. Es ist auf dem Sega Mega Drive Mini in der nordamerikanischen und europäischen Variante vorinstalliert. Das Spiel wurde zudem auf Steam und GOG.com digital wiederveröffentlicht.

## Handlung
Jim, seines Zeichens Regenwurm, findet während seiner täglichen Verrichtungen einen mechanischen Anzug, den er kurz zuvor vom Himmel fallen sah. Nachdem er hineingekrochen ist, verwandelt sich Jim unversehens in einen Superhelden. Mithilfe seiner neu erworbenen Superkräfte flieht er anschließend vor finsteren Mächten, die den Anzug schon seit längerem in ihren Besitz bringen wollen und nun Jim nach dem Leben trachten. Doch bald merkt Jim, dass er sich seinen Verfolgern stellen muss. Und so kämpft er sich schließlich bis zu seinen Widersachern vor, um ihnen den Garaus zu machen.

## Rezeption
Die Zeitschrift Aktueller Software Markt verlieh die Auszeichnung ASM-Hit. Dabei wurden insbesondere die flüssigen Animationen im Zeichentrickstil hervorgehoben. Der Schwierigkeitsgrad sei gut austariert. Vom Leveldesign her werde viel Abwechslung geboten. Insbesondere die Darstellung der Charaktere sei gelungen. Die künstlerische Freiheit merke man dem teils sehr abgedrehten Spiel an. Die Portierung für Sega Mega-CD böte nochmals Detailverbesserung wie ein Passwortsystem zum Freischalten von Levels und verbesserte Sprachausgabe.
Die Version für Windows 95 entspricht der Special Edition für Mega-CD, wobei die Grafik auf 256 Farben umgestellt wurde. Das Parallax scrolling sei unheimlich flüssig. Es sei seinerzeit allen anderen Genrevertretern wie Pitfall, Rayman oder Mega Man X überlegen. Es strotze nur so vor Situationskomik. Die Steuerung sei sehr exakt. Die Levels seien schwierig, aber fair gestaltet. Die Verwendung des Windows-Desktops sei mustergültig gelöst. Die Themes für Microsoft Plus! seien eine nette Beigabe.
Die Umsetzung auf dem Game Boy Advance sei trotz des Alters des Spiels gut gelungen. Jedoch fehle eine Speicherfunktion oder Levelpasswörter.